# Jesper Svedberg (musiker)
Jesper Svedberg, född 1974, är en svensk cellist, och medlem av Kungsbacka Piano Trio.
Jesper Svedberg framträder huvudsakligen som kammarmusiker, i olika tillfälliga ensembler och som fast medlem av Kungsbacka Piano Trio.
Han undervisar också vid Högskolan för scen och musik vid Göteborgs universitet samt Guildhall School of Music and Drama i London.
1994 erhöll Svedberg Borås Tidnings kulturstipendium till Tore G. Wärenstams minne.